# XProc
XProc Es una Recomendación de W3C para definir un lenguaje de transformación de XML para definir #XML Pipelines.
A continuación se muestra un ejemplo abreviado de un archivo XProc:
```
<p:pipeline
 
name=
"pipeline"
 
xmlns:p=
"http://www.w3.org/ns/xproc"
 
version=
"1.0"
>

  
<p:input
 
port=
"schemas"
 
sequence=
"true"
/>

  
<p:xinclude/>

  
<p:validate-with-xml-schema>

    
<p:input
 
port=
"schema"
>

      
<p:pipe
 
step=
"pipeline"
 
port=
"schemas"
/>

    
</p:input>

  
</p:validate-with-xml-schema>

</p:pipeline>

```

Esta es una tubería  que consta de dos pasos atómicos, XInclude y Validar. La tubería tiene tres entradas, “fuente” (un documento de fuente), “schemas” (una lista de W3C XML Schemas) y “parámetros”  (para pasar parámetros). El paso XInclude lee la fuente de entrada “de la tubería” y produce un documento de resultado. El paso Validar lee la entrada del paso “schemas” y el resultado del psao XInclude y produce un documento como resultado. El resultado de la validación, “resultado”, es el resultado de la tubería.
Bajo estas líneas se muestra un equivalente menos abreviado de Pipeline XProc:
```
<p:pipeline
 
name=
"pipeline"
 
xmlns:p=
"http://www.w3.org/ns/xproc"
 

  
version=
"1.0"
>

  
<p:input
 
port=
"schemas"
 
sequence=
"true"
/>

  
<p:xinclude
 
name=
"included"
>

    
<p:input
 
port=
"source"
>

      
<p:pipe
 
step=
"pipeline"
 
port=
"source"
/>

    
</p:input>

  
</p:xinclude>

  
<p:validate-with-xml-schema
 
name=
"validated"
>

    
<p:input
 
port=
"source"
>

      
<p:pipe
 
step=
"included"
 
port=
"result"
/>

    
</p:input>

    
<p:input
 
port=
"schema"
>

      
<p:pipe
 
step=
"pipeline"
 
port=
"schemas"
/>

    
</p:input>

  
</p:validate-with-xml-schema>

</p:pipeline>

```

## Implementaciones
- Calabash Mantenido por Norman Walsh
- Calumet, Implementación de XProc de EMC
- MorganaXProc, desarrollado por xml-project[1]
- QuiXProc, Implementación en Java de Innovimax (GPL) incluyendo Streaming y procesamiento Paralelo
- Tubular (LGPL) mantenido por Herve Quiroz
- xprocxq, XQuery vieja implementación sobre eXist eXist DB
- xproc.xq, XQuery implementación sobre MarkLogic[2]